# The Bookman (New York)
The Bookman est un journal littéraire américain publié à New York de 1895 à 1933.

## Historique
The Bookman était un journal littéraire édité en 1895 par la Dodd, Mead and Company. Il a tiré son titre de l'affirmation de James Russell Lowell, "je suis un intellectuel,". Cette affirmation est régulièrement apparue sur la couverture et la page de titre de chaque édition.
Frank H. Dodd, le responsable de la Dodd, Mead and Company, a fondé The Bookman en 1895. Son premier rédacteur a été Harry Thurston Peck de 1895 à 1906. Avec la première publication du journal en février 1895, Harry Thurston Peck a créé la première liste de best-seller de l'Amérique. Ces listes, dans The Bookman ont été éditées de 1895 à 1918 et sont la seule source complète des best-sellers annuels aux États-Unis de 1895 à 1912, lorsque le Publishers Weekly a commencé à publier ses propres listes.
En 1918, le journal a été acheté par la George H. Doran Company et vendu ensuite en 1927 à Burton Rascoe et Seward B. Collins. Après le départ de Rascoe en 1928, Collins a continué à éditer et publier le magazine jusqu'à l'arrêt de la publication en 1933.
The Bookman a été dirigé par Arthur Bartlett Maurice (1873-1946) de 1899 à 1916, par G.G. Wyant de 1916 à 1918,  et par John C. Farrar pendant les années où il appartenait à George H. Doran. Sous la brève direction  de Burton Rascoe de 1927-28, il abandonne sa ligne conservatrice et sa position politique, en publiant, par exemple, le roman d'Upton Sinclair Boston. Son dernier rédacteur fut Seward Collins et la ligne éditoriale de The Bookman devint plus conservatrice, influencée par Irving Babbitt promouvant l'humanisme et le distributisme. Comme rédacteur, Collins lui-même penchait vers l'extrême-droite et le fascisme. Quand The Bookman a cessé d'être publié en 1933, Collins a lancé The American Review.

### Sources
- (en) Cet article est partiellement ou en totalité issu de l’article de Wikipédia en anglais intitulé « The Bookman (New York) » (voir la liste des auteurs).